# 自作自演 (インターネット)
インターネットにおける自作自演（じさくじえん）とは、1つのウェブサイト上で、1人の人間が、同時に複数の人間が活動しているように見せかける行為である。実際にネット上でこの行為を指す際は、単に自演と略されることが多い。

## 概要
匿名掲示板などの匿名コミュニティでは容易に行われる。署名が必要なコミュニティでは、本人確認が無いか甘い場合に限り、複数のハンドルネームを用いて行われることが多い。また、まちBBSなどリモートホスト情報が強制表示される匿名掲示板においては、「パソコンと通信機器の電源再投入により生じるIPアドレス自動変更の仕組みの悪用」「プロキシサーバーを介したリモートホスト情報の隠蔽」「ネットカフェ設置PCや家電量販店展示PCからの書き込み」「携帯電話、スマートフォン、タブレットPC、PDAなどパソコン以外で所有している掲示板へ書き込み可能な情報通信機器を用いた書き込み」などの手段を併行して用い、強制表示リモートホスト情報の異なる複数の別人を装うケースがある。Twitter・InstagramなどのSNSでは類似のものとして、「裏アカウント」、「サブアカウント」などがある。
ネチケット違反として批判する意見もある。言葉遣いの癖や主張内容の傾向、細かいミスや、投稿者のIPアドレスやホスト名の一致などから見破られることも少なくはない。とはいえ、複数回線を用いるなどして巧妙に行われると見破るのが難しい場合もある。
本来は芝居などで自分が脚本を書いた作品に出演すること。自分で想定した「脚本」どおりに、通常は他人であるべき賛同者などの「役」を演ずることをそれになぞらえたと思われる。英語では、靴下で作る腕人形になぞらえて、「ソックパペット（sock puppet）」と呼ばれる。自分と反対の視点でわざと悪意のある発言を繰り返し、敵対する意見を悪く見せるストローマン・ソック・パペットなどの亜種もある。フランス語では「付け鼻（faux-nez）」と表現される。中国語では、台湾では「分身ID」「免洗ID」、中国では「馬甲」（马甲、ある芸人が披露した笑い話から）、香港では「分身」などと称される。

## 目的
自作自演を行う目的の一例として、論戦において、自分を支持する人間を多く見せかけようとしたり、自分を援護する意見を自分で行う（短時間で擁護派が集まる不自然さが生まれるが、いったん場が撹乱されることから、見破られにくい）、あるいは投稿回数などに制限のある電子掲示板で少しでも多く投稿することなどが挙げられる。自分と敵対する人間があたかも孤立しているかのように見せるために使われる場合もある。また、初めに本来の意見とは逆のコメントを投稿し、その後に論破することによって自らの主張の正当性を際立たせるといった手法も見られる。
場合によっては、複数の人間が同時多発的に自作自演行為を行う場合もあるが、多くの場合は1人で複数のパソコンや携帯電話を使い自作自演行為を行う（プロキシや可変IP・成りすましなどを使用する場合もある）。

## 歴史
旧来より、複数人物を演じることの可能な場があれば、自作自演、または自作自演と思わしきものは散見されていた（例を挙げれば、新聞や雑誌の読者欄、または駅などにかつて設置されていた伝言板、一部ゲームセンターに置かれていたゲーセンノートなど）。

### 情報化社会と共に
これが情報化社会の到来によって、発信情報の匿名化と不特定多数化が進むにつれ、自作自演が容易となる場は更に増えることとなる。
1990年代初頭に流行したダイヤルQ2の情報BOX、それからパケット無線通信、パソコン通信がそれにあたり、利用者の拡大と共に、自作自演と思わしきものが増加してきた。特に、パソコン通信では傾向が顕著で、90年代前半には草の根BBSはもとより、商用BBSでも自作自演の横行する場が増えていた。
商用BBSの場合、身元を明らかにして課金されるシステムではあったが、ID（またはアカウント）登録時にホストを管理している企業に対して正規の身元が証明できれば、余程のことがない限りBBS内での個人活動まで企業側は干渉してこなかった。IDの設定次第では匿名利用できるBBSが多かったため、これを利用して、1個人が複数のIDを取得して自作自演を行うことが容易となっていた（特異な例としてはニフティサーブの霊魂chが該当する。詳細については当該記事を参照）。草の根BBSについては、虚偽の会員登録でもサービスを利用できる所が多く、複数IDを所有することによるコストが発生しない等の要因により、更に自作自演が容易になっていた。

### インターネットの普及
90年代半ばに個人向けのダイヤルアップサービスが開始されると共に、ほぼ同時期から自作自演は横行していた。ただし、初期には2ちゃんねる（現・5ちゃんねる）などに代表される現在のような電子掲示板などのシステムは殆ど確立されておらず、専らネットニュースやメーリングリストを使用したものが主であった。
1996年頃から、miniBBSをはじめとした掲示板CGIが公開されると共に状況は変化する。一般ユーザは、専用プロトコルを使用した（比較的）敷居の高いクライアントを設定してまでネットニュースやメーリングリストを手軽に使いこなすわけもなく、（比較的）敷居の低いWebブラウザベースで手軽に投稿・閲覧できるほうが好まれ、Web上の電子掲示板やチャットに自作自演は集中することとなった。
また、収益化機能のあるSNSが普及するにつれて、広告収入などの収益を目当てに自演で動画の再生数や記事の閲覧数を稼ぐ行為(広告収益の不正請求であるため、詐欺罪である)が問題となっている。